# Ka Lae

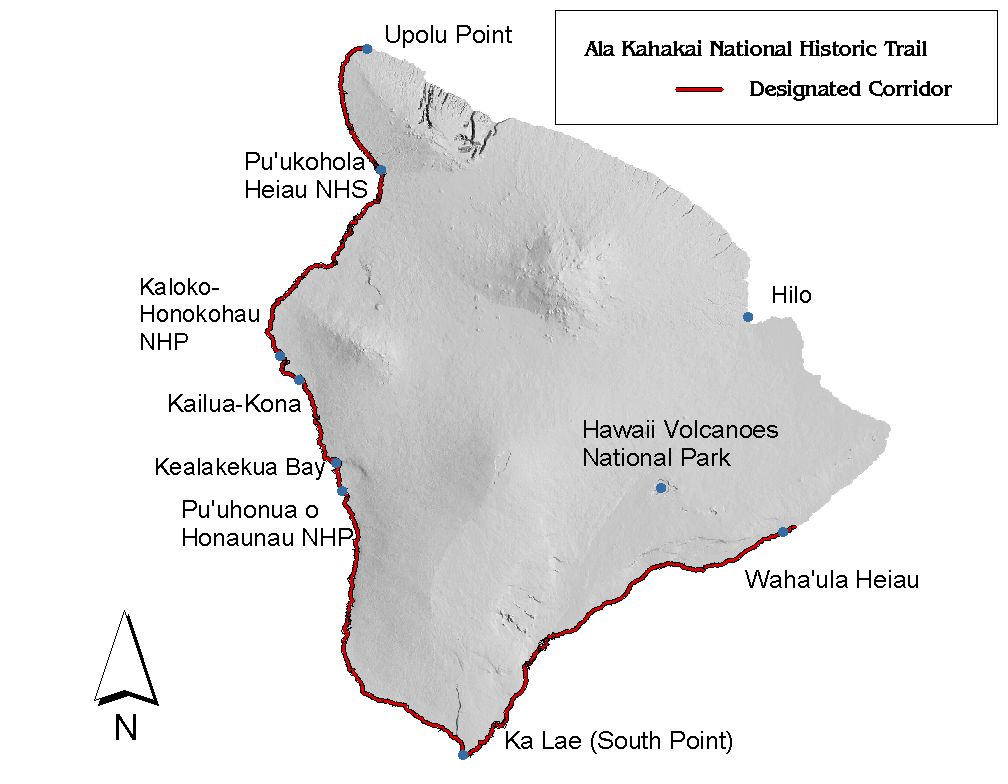

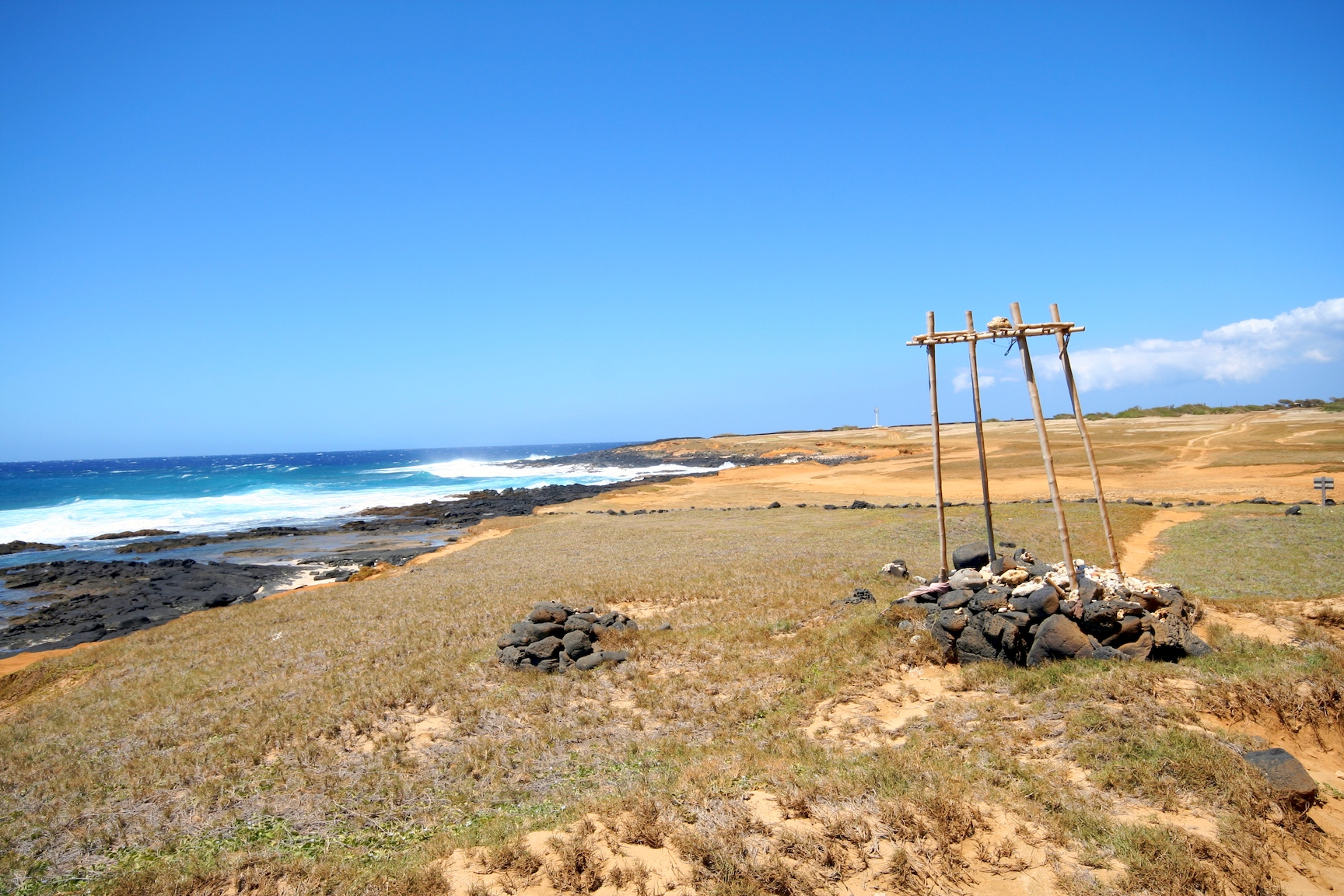
Grabstätte am Ka Lae

Ka Lae (hawaiisch für „die Spitze“), auch bekannt als South Point (Südspitze) ist die südlichste Landspitze von Big Island im Bundesstaat Hawaiʻi. Damit ist es gleichzeitig der südlichste Punkt der 50 Bundesstaaten der Vereinigten Staaten von Amerika. Es liegt im traditionellen ahupuaʻa Kamaoa im Distrikt Kaʻū.

## Geschichte
Ka Lae ist mit hoher Wahrscheinlichkeit der Ort der ältesten polynesischen Siedlung auf der Inselgruppe Hawaiʻi, da es dem wahrscheinlichen Ursprungsgebiet dieser Volksgruppe – den Marquesas- oder den Gesellschaftsinseln – am nächsten gelegen ist. Man fand Überreste eines Heiau und weiterer religiöser Gebäude, die von Archäologen des Bishop Museum in Honolulu auf das Jahr 124 datiert wurden. Darüber hinaus fanden sich im Bereich der Steilküste zahlreiche Bohrungen, die wahrscheinlich der Befestigung von in der Strömung treibenden Fischerbooten dienten. Im Bereich des als South Point Complex bekannten National Historic Landmark District – zu dem das Gebiet am 29. Dezember 1962 erklärt wurde – befinden sich zahlreiche polynesische Grabstätten. Am 15. Oktober 1966 wurde Ka Lae als Historic District in das National Register of Historic Places aufgenommen.

## Naturraum
Das Zusammentreffen verschiedener Strömungen sorgt für eine artenreiche und umfängliche Meeresfauna, hervorzuheben sind insbesondere die Vorkommen an den zu Stachelmakrelen gehörenden Ulua und an Pazifik-Rotbarsch. Im Bereich der Steilküste finden sich häufig Echte Karettschildkröten, die teilweise die nahe gelegenen Strände zur Eiablage nutzen, vereinzelt nutzen Hawaii-Mönchsrobben die Felsen für ein Sonnenbad.
Da der stetig kräftig wehende Wind die Ansiedlung größerer Pflanzen an Land verhindert, ist die Flora durch ausgedehnte Grasflächen gekennzeichnet, größere Landtiere kommen nicht vor.
Die Strömungen des pazifischen Müllstrudels und die Unzugänglichkeit der Steilküste führen allerdings auch dazu, dass dieser Küstenabschnitt als einer der am stärksten verschmutzten der gesamten USA gilt.

## Zugang
Ka Lae kann über die befestigte, etwa 30 Kilometer lange South Point Road vom Hawai'i State Route 11 erreicht werden. Dazu verlässt man die Hauptstraße rund neun Kilometer östlich des Ortes Hawaiian Ocean View. Nahe dem Puʻu Nanaia befindet sich am Highway ein Aussichtspunkt, der einen Ausblick auf das Kap und den nahe gelegenen Windpark bietet.
Etwa einen Kilometer östlich des Kaps bietet die Kaulana Ramp einen Zugang von See her.